# رودخانه ویند
رودخانه ویند (به انگلیسی: Wind River) یک فیلم جنایی در سبک وسترن آمریکایی به نویسندگی و کارگردانی تیلور شریدان است که در سال ۲۰۱۷ منتشر شده‌است. در این فیلم جرمی رنر، الیزابت اولسن، جان برنثال و کلسی چو ایفای نقش می‌کنند. این فیلم برای رقابت در بخش نوعی نگاه هفتادمین جشنواره فیلم کن انتخاب شده بود. نخستین نمایش رودخانه ویند در طی جشنواره فیلم ساندنس ۲۰۱۷ بود و همچنین توسط واینستین کمپانی در تاریخ ۴ اوت ۲۰۱۷ اکران شد.

## نمایشنامه

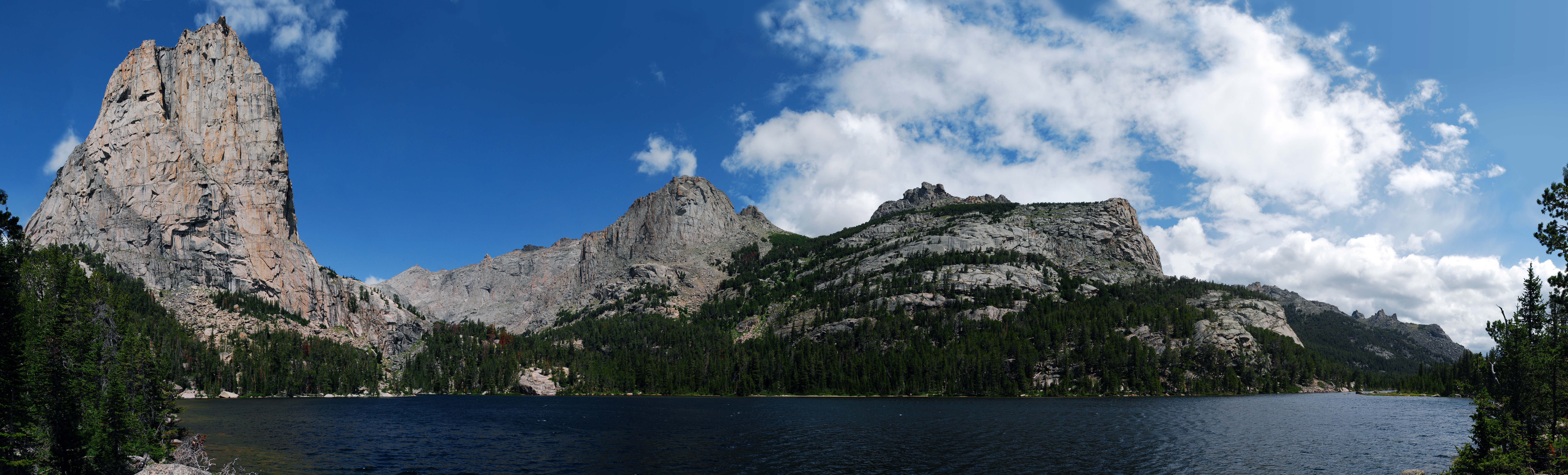
رودخانه ویند

زمستان در منطقه اختصاصی سرخپوستی ویند ریور در وایومینگ شروع شده‌است. کوری لامبرت جسد یخ زده ناتالی هانسن ۱۸ ساله را پیدا می‌کند که بدون کفش یا لباس مناسب زمستانی و با رانی خون آلود افتاده‌است. مأمور ویژه اف‌بی‌آی، جین بنر، برای تشخیص و تأیید وقوع قتل وارد ماجرا می‌شود. روز بعد جین از طریق مصاحبه با پدر ناتالی در می‌یابد که او در حال ملاقات با دوست پسر جدیدی بود ولی او از نام و نشان مرد جدید بی‌خبر است. نتیجه تشریح جسد حکایت از ترومای غیرنافذ، تجاوز جنسی دارد و نظریه کوری مبنی بر مرگ در اثر در معرض قرار گرفتن و به ویژه تنفس سریع هوای زیر صفر مورد تأیید قرار می‌گیرد. با این حال پزشکی قانونی از تأیید یا تکذیب قتل سر باز می‌زند که این کار مانع از آن می‌شود تا جین درخواست بازرس بیشتر از اف‌بی‌آی نماید.
روز بعد جسد دیگری متعلق به مردی بدون لباس که توسط حیوانات وحشی در حال از بین برده‌شدن است پیدا می‌شود. در همین حال کوری در می‌یابد اسم دوست پسر ناتالی مت است که به عنوان نگهبان در منطقه حفاری نفت در همان نزدیکی کار می‌کند. کوری در این زمان داستان مرگ دخترش را در سه سال پیشتر برای جین بازگو می‌کند که زمانی که او و همسرش در بیرون از شهر بودند جسد دخترش بعد از یک پارتی در خانه‌اش در میان برف پیدا شده بود.
جین، با همراهی کلانتر بن و مأموران اضافی، از سایت حفاری بازدید می‌کنند که در این حین با چند تن از مأموران حراست سایت و نگهبانی سایت برخورد می‌کنند که به جین می‌گویند که از زمان فروکش کردن طوفان در چند روز پیش مت که با ناتالی بگو مگو داشت را ندیده‌اند. هنگامی که گروه مأموران همراه جین تا مکان خوابگاه سایت حفاری به پیش می‌روند، کوری رد مسیری را که به جسد مت ختم می‌شود را پیدا می‌کند که تا سایت حفاری امتداد پیدا کرده‌اشت. کوری سعی می‌کند تا بن را از طریق بیسیم مطلع کند. وقتی جین هدف خود از بازررسی را واکاوی گم شدن مت اعلام می‌کند، گاردهای سایت اطلاع خود را از گم شدن ناتالی را نیز اعلام می‌کنند. آن‌ها مدعی می‌شوند از طریق گوش دادن به مکالمات رادیویی مأموران پلیس از گم شدن ناتالی آگاهی یافته‌اند. جین یادآوری می‌کند که نام ناتالی هیچ وقت از رادیو اعلام نشده‌بود. یکی از مأموران همراه جین متوجه می‌شود که افراد حراست سایت نفتی شروع به محاصره جین و گروه همراه آن‌ها کرده‌است. رویاروی به سرعت به کشیدن اسلحه بر روی یکدیگر تبدیل می‌شود، سرانجام جین با یادآوری اینکه سلسله مراتب فدرال بر سلسله مراتب محلی تفوق دارد به رویارویی پایان می‌دهد. جین بر اینکه باید از محل خواب مت دیدن کند مجدداً شروع به نزدیک شدن به محل خوابگاه سایت حفاری می‌کند.
فیلم در این نقطه به حوادث قبلی بر می‌گردد، که ناتالی در کانکس مت را در آغوش گرفته که در این حین بقیه نگهبانان در حالی به شدت مست وارد می‌شوند. یکی از آن‌ها که با الفاظی رکیک شروع به آزار و اذیت مت و ناتالی کی‌کند و سرانجام ناتالی را مورد آزار جنسی قرار می‌دهد که در این حال مت به او حمله می‌کند. بقیه نگهبانان با کتک زدن مت و تعرض به ناتالی تلافی می‌کنند. هنگامی که مت سعی می‌کند دوباره به گروه متعرض حمله کند مت را به حد مرگ می‌زنند و راه فرار را برای ناتالی بازمی‌گذارند.
فیلم در بازگشت به زمان حاضر، جین در کانکس مت را می‌زند ولی با آتش شاتگان پت روبرو می‌شود که توسط یکی از نگهبانان سایت از وجود مأمور اف‌بی‌آی مطلع شده‌است. درگیری مسلحانه‌ای روی می‌دهد که در حین آن جین از ناحیه گلو مورد اثابت قرار می‌گیرد و بقیه گروه مأموران همراه او کشته می‌شوند. مأموران حراست زنده مانده سایت آماده می‌شوند تا با کشتن جین داستان قلابی برای درگیری بسازند و شواهد موجود را به نفع خود دستکاری کنند. کوری که در تپه‌ای در همان نزدیکی استتار کرده از راه دور همه مأموران حراست زنده مانده را با اسلحه شکاری مورد هدف قرار می‌دهد به غیر از پت که فرار می‌کند. کوری سرانجام پت را گیر می‌اندازد و دست و پایش را می‌بندد و در تپه‌ای در همان نزدیکی او را مجبور به اعتراف می‌کند. کوری همان شانسی را که ناتالی در فرار داشت را به پت می‌دهد؛ و به او اجازه می‌دهد با پای برهنه فرار کند و او تا چند یارد که شش‌هایش تحملشان را در برابر سرما از دست می‌دهند دویده و سرانجام از پای می‌افتد.
کوری به ملاقات جین در بیمارستان می‌رود و از جان‌سختی او تعریف می‌کند. سپس کوری به دیدار مارتین می‌رود که در بیرون از خانه‌اش «صورت مرگ» را پوشیده‌است. او به مارتین می‌گوید که کسی که مسئول قتل ناتالی بود با ناله‌ای مرد. آن‌ها در کنار هم می‌نشینند و برای دخترانشان سوگواری می‌کنند.

## بازیگران
- جرمی رنر در نقش کوری لامبرت
- الیزابت اولسن در نقش جِین بنر
- جان برنثال در نقش مت ریبورن
- کلسی چودر نقش ناتالی هنسون
- جولیا جونز ویلما لامبرت
- گیل بیرمنگام در نقش مارتین هنسون
- اریک لانگه در نقش دکتر وایت‌هرست
- ایان بوهن در نقش ایوان
- هوگو دیلون در نقش کورتیس
- گراهام گرین
- ماتیو دل نگرو در نقش دیلن